# Постоянен магнит
Постоянен магнит е изделие с различна форма, направено от магнитнотвърд материал с висока остатъчна магнитна индукция и съхраняващо намагнитеността си в продължение на дълго време. Постоянните магнити се използват като автономни (неизползващи енергия) източници на магнитно поле.
Независимо от формата, постоянните магнити имат два магнитни полюса северен магнитен полюс (N) и южен магнитен полюс (S). Aко се разреже магнита на две части ще се получат два нови магнита и всеки от тях ще има два полюса, като обяснение за това е микроструктурата на магнитния материал съдържаща поляризирани магнитни домени.
Пръв до извода, че постоянните магнити взаимодействат посредством създадените от тях полета, достига английският физик Майкъл Фарадей. Всеки магнит е източник на магнитно поле, което изпълва пространството около него и му придава нови свойства. Тези свойства се изразяват например в това, че на всеки друг магнит или електромагнит поставен в това поле, действа сила. Чрез магнитното поле на постоянния магнит магнитните сили действат от разстояние, като се пораждат сили в мястото, където се създава друго магнитно поле, например от магнитна стрелка на компас, в измерителен прибор от магнито-електричната система, в бобинката на шпулата на високоговорител, от въртенето в генератори за електрически ток или електродвигатели и др.).
Магнитното поле на земята действа на магнитната стрелка на компаса със сили, които я завъртат в посока север – юг.

## Видове постоянни магнити
- Бариево-стронциеви магнитнотвърди ферити – Ba/SrO·6 Fe2O3
- Неодим-железо-бор магнити – Nd2Fe14B
- Самарий-Кобалт магнити – SmCo5/Sm2Co17
- Al-Ni-Co-Fe магнити ALNICO
- Полимерни постоянни магнити (магнитопласти)